# Hossein Ali Beg Bayat

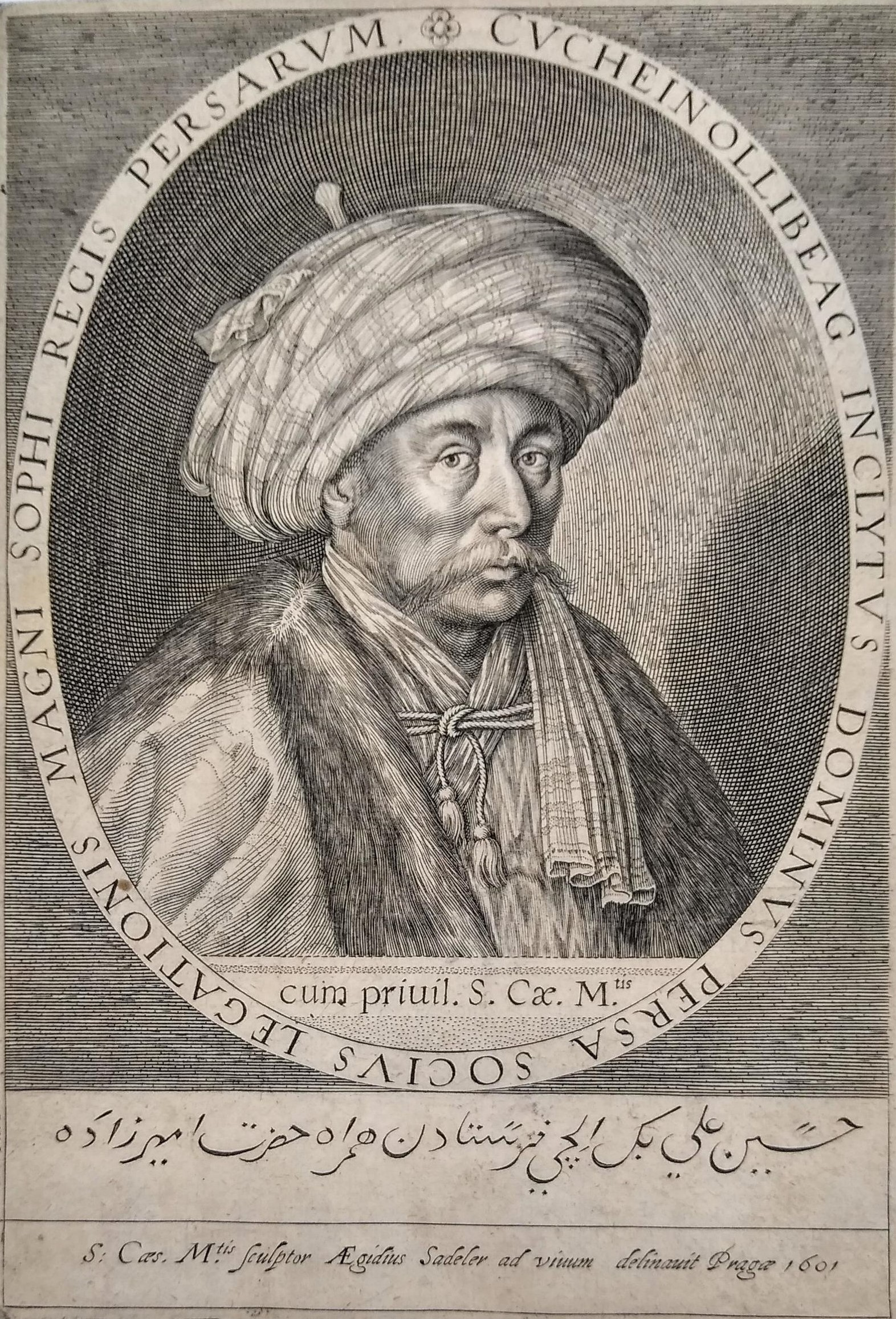
Bildnis von Hossein Ali Beg, gestochen von Aegidius Sadeler in Prag 1601

Hossein Ali Beg Bayat (auch Cuchein Olli Beag oder Beit Ali Chan)  (* 1567; † 1632) war ein Safawiden-Diplomat aus dem Turkmenen-Stamm der Bayat, der während der Herrschaft des persischen Herrschers Abbas I. als Botschafter im Heiligen Römischen Reich, im Russischen Zarenreich, im habsburgischen Spanien und an mehreren anderen königlichen und adligen Höfen diente und Teil der ersten safawidischen Gesandtschaft in Europa war.

## Leben

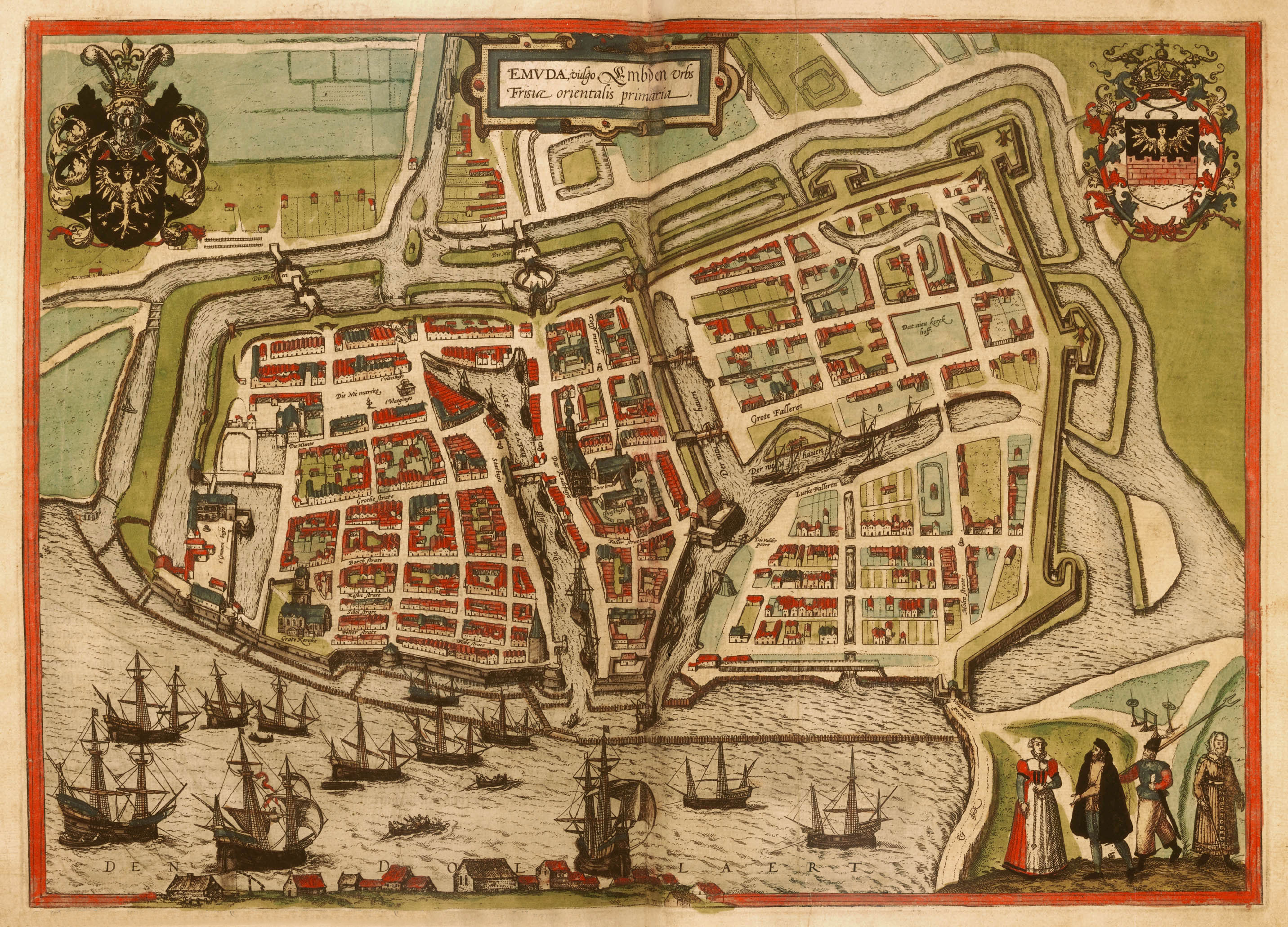
Emden um 1575

Hossein Ali Beg Bayat diente vor 1598 am Hof des Sultans Abbas I. in Isfahan. Als Abbas I. beschloss, den Engländer Sir Anthony Shirley, der ein Jahr vorher den persischen Hof erreicht hatte, auf eine diplomatische Mission in Europa zu schicken, um ein Bündnis gegen das Osmanische Reich zu erwirken, bat Anthony den Sultan, einen Perser von Rang mitzuschicken. Abbas wählte den Kizilbasch-Adligen Hossein Ali Beg und scheint ihn laut dem Historiker David Blow zum offiziellen Leiter der Mission gemacht zu haben. Dies wurde Sir Anthony jedoch offenbar nie mitgeteilt oder er weigerte sich, dies zu akzeptieren. Dies war der Grund für häufige, erbitterte Streitigkeiten zwischen den beiden über ihren Vorrang in der Delegation. Anthonys Bruder, Robert Shirley, der ursprünglich mit Hossein Ali Beg reisen sollte (und 1608 Teresa Sampsonia heiratete), verblieb in Persien, um die dortige Armee auszubilden. Hossein Ali Beg und Anthony wurden von drei weiteren Personen begleitet, darunter Hossein Ali Begs Neffe Ali Qoli Beg, Uruch Beg (der spätere Don Juan von Persien). Zusätzlich zählten zu dem Gefolge noch 15 Engländer und 15 persische Sekretäre und Bedienstete, fünf Dolmetscher, ein Franziskaner- und ein Dominikanermönch. Die Gesandtschaft wurde zu Beginn ihrer langen Reise nach Europa zwei volle Tage vom Schah persönlich begleitet. Neben den Lasttieren und Pferden für die Reisenden gehörten auch 32 Kamele zu der Karawane, die mit Gastgeschenken für die europäischen Regenten an den zu besuchenden Fürstenhöfen beladen waren. Das Gefolge verließ die safawidische Hauptstadt Isfahan am 9. Juli 1599. Nachdem sie Astrachan erreicht hatten, verbrachten sie den Winter am russischen Hof in Moskau. Dort stritten sich Hossein Ali Beg und Sir Anthony darüber, wer der Delegationsleiter sei, doch Zar Boris Godunow entschied sich für Hossein Ali Beg und ließ Sir Anthony sogar für einige Zeit inhaftieren, nachdem der portugiesische Mönch Nicoloa de Melo gewisse Anschuldigungen gegen ihn erhoben hatte. Im Frühjahr 1600 verließen Hossein Ali Beg und sein Gefolge Moskau, schifften sich um den 10. Juni 1600 in Archangelsk ein und landeten nach kurzem Halt in Stade im August 1600 im Hafen in Emden. Von Oldenburg führte dann ihr Weg über Kassel, wo sie sich vom 14. bis 22. September aufhielten und vom Landgrafen Moritz von Hessen-Kassel empfangen wurden, nach Erfurt.

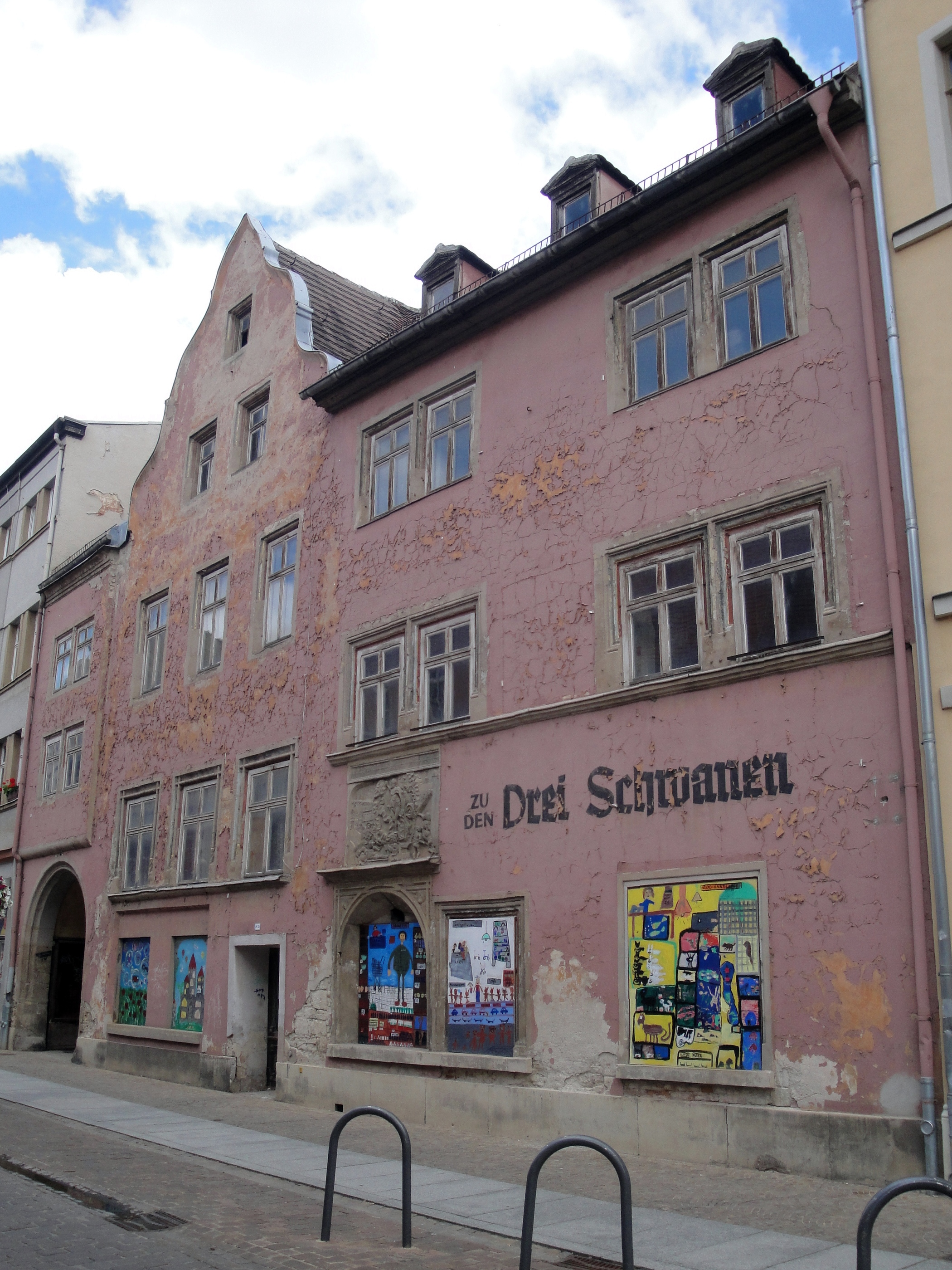
Gasthof Zu den Drei Schwanen in Naumburg (Zustand 2012)

Am 30. September 1600 machten sie in Naumburg im Gasthof Zu den drei Schwanen Station. Ali Beg Bayat schrieb sich dort in ein ihm überreichtes Stammbuch ein (in der Literatur wird fälschlicherweise berichtet, dass Abbas I. selbst in der Stadt war). Über Leipzig, Louny und Slaný (7. Oktober 1600) erreichten sie schließlich nach 3 Tagen Wartezeit in Slaný am 10. Oktober 1600 Prag und wurden im Sommerpalast der Königin Anna außerhalb der westlichen Festungsanlagen von Prag empfangen. Dort wurden sie von 300 Reitern und zwei Hauptleuten, dem Hofmeister der böhmischen Kanzlei Vojtěch Popel von Lobkowicz und dem Oberkanzler Schönberg begrüßt. Der Zug bestand außerdem aus Dienern des Hofes sowie aus Botschaftern der verschiedenen am Hof akkreditierten Könige und Fürsten in fünfzehn bis dreißig sechsspännigen Kutschen. Bei einer Audienz mit Kaiser Rudolph II., der sich bereits im Krieg mit den Osmanen befand, gelobte der Kaiser, den Krieg gegen die Osmanen mit „großem Nachdruck“ fortzusetzen. Nach einem längeren Aufenthalt in Prag reiste die Gesandtschaft ab 5. Februar 1601 über Nürnberg nach Mantua und Florenz, wo sie von den Medici empfangen wurde.

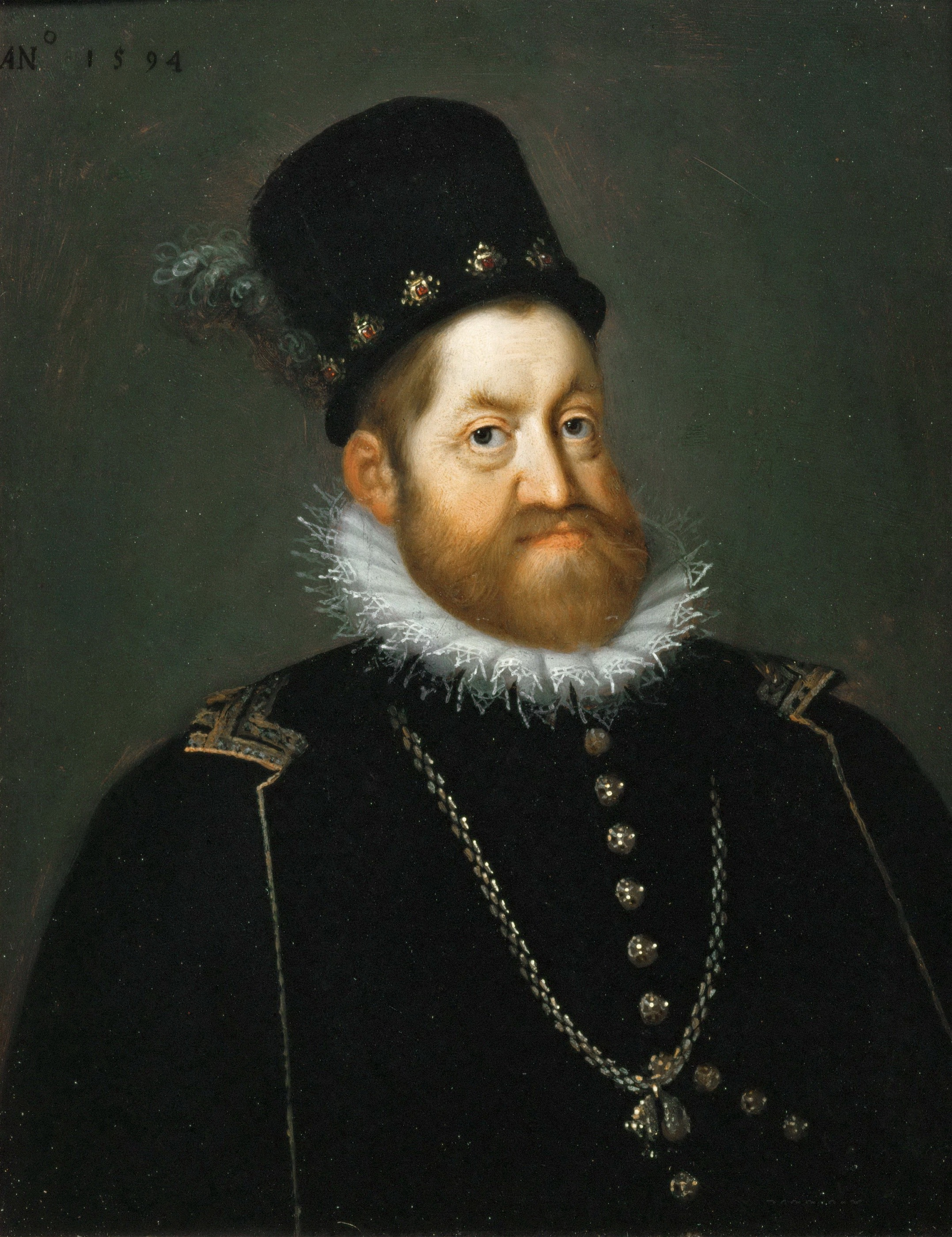
Kaiser Rudolf II.

Die Beziehungen zwischen Hossein Ali Beg und Anthony Shirley verschlechterten sich zu dieser Zeit drastisch. In Siena kam es zu einem heftigen Streit zwischen den beiden wegen fehlender Geschenke für die Könige und Adligen, wobei Hossein Ali Beg Sir Anthony als Dieb bezeichnete. Am 5. April 1601 zogen die beiden in Rom ein und wurden mit Salutschüssen von der Engelsburg begrüßt, waren aber beide ständig in einen Disput verwickelt. Aufgrund des Konflikts wurde ihre Audienz bei Papst Clemens VIII. verschoben. Ende Mai desselben Jahres trennten sich die beiden. Anthony Shirley ging zunächst nach Venedig und beendete später seine Tage in Madrid als Pensionär des Königs von Spanien. Zu Hossein Ali Begs großer Bestürzung konvertierten drei Mitglieder seiner Gruppe zum Katholizismus und verließen ebenfalls die Mission. Er selbst setzte die Reise mit dem Rest der Gruppe fort und wurde am spanischen Hof in Valladolid gut aufgenommen. Am Hof brachte er ein Thema zur Sprache, das für einige Reibereien sorgte, nämlich die angebliche schlechte Behandlung persischer Kaufleute durch die portugiesischen Behörden auf der Insel Hormus. Da Portugal und Spanien unter einer Krone vereint waren, war dies auch eine spanische Angelegenheit. König Philip III. versprach, sich der Sache anzunehmen, und versicherte, dass er weiterhin mit allen ihm zur Verfügung stehenden Mitteln gegen die Osmanen kämpfen werde. Hossein Ali Beg hatte weitere Probleme mit seinem Gefolge, da die drei wichtigsten Mitglieder, darunter sein Neffe Ali Qoli Beg, von Jesuiten zum Christentum bekehrt worden waren. Ali Qoli Beg und Uruch Beg wurden als Don Felipe und Don Juan von Persien in der Capilla Real getauft, wobei der spanische König und Königin Margarete als Paten fungierten. Hossein Ali Beg segelte 1602 von Lissabon zurück nach Persien. Über sein weiteres Leben ist nichts bekannt.

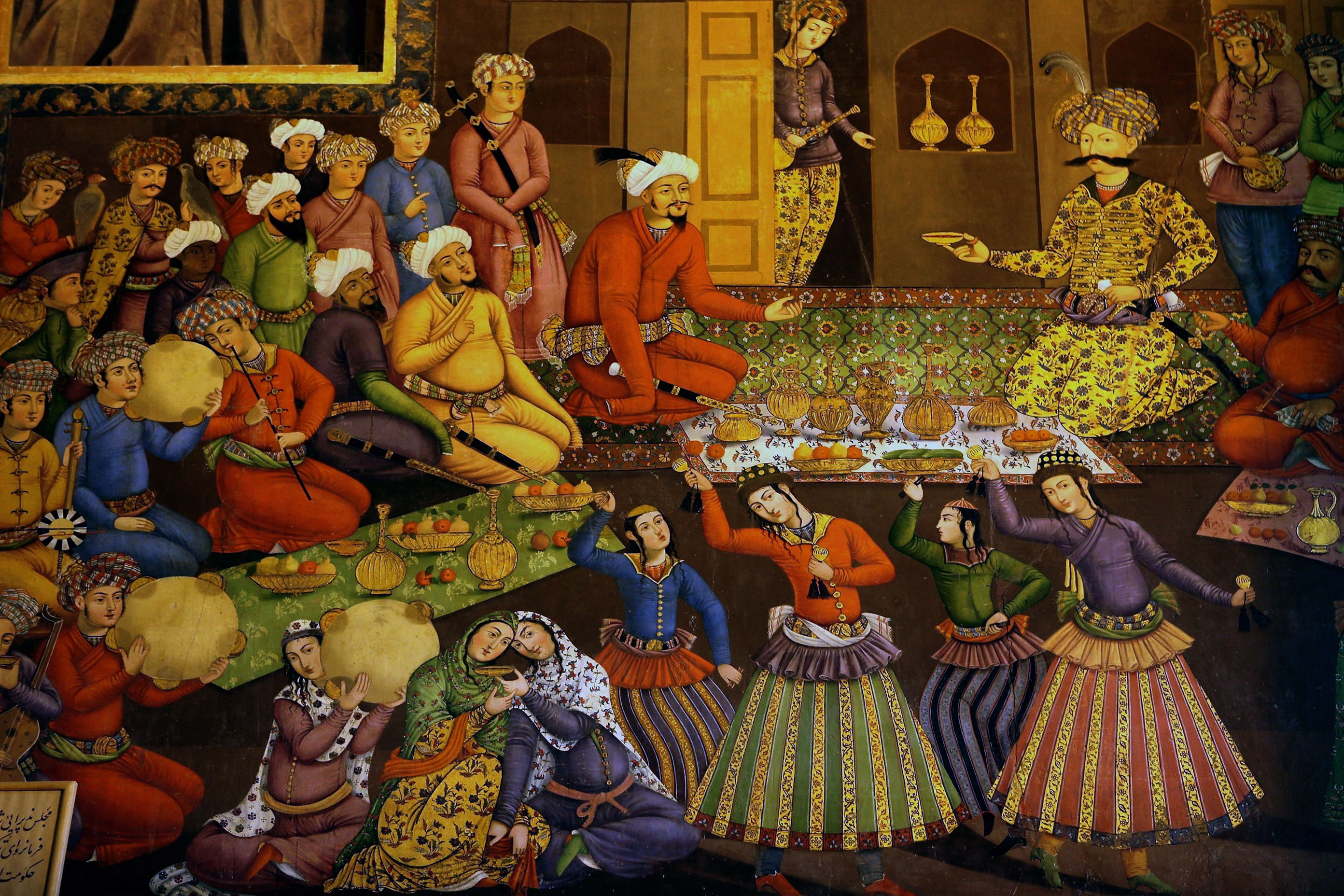
Schah Abbas I. (rechts) und Wali Muhammed Khan (heute im Tschehel-Sotun-Palast, Isfahan)